# Roberto Martinelli
Roberto Martinelli (Avenza, 22 ottobre 1964) è un musicista, compositore, arrangiatore, strumentista e didatta italiano.
Diplomato in Composizione e in Musica Corale e Direzione di Coro al Conservatorio Luigi Cherubini di Firenze, diplomato in Clarinetto al Conservatorio Francesco Antonio Bonporti di Trento, ha studiato Sassofono al Berklee College of Music di Boston con Joe Viola e, privatamente, con Charlie Banacos e Jerry Bergonzi.
Il suo percorso musicale è caratterizzato dall'approfondimento di due aspetti importanti del mondo espressivo-musicale: la parte solistica e improvvisativa, tipica del sax, e la gestione globale del materiale sonoro, attraverso l'arrangiamento, la composizione e la direzione d'orchestra.

## Biografia

### Primi anni (1975-1981)
Nato ad Avenza il 22 ottobre 1964, già dall'infanzia manifesta una spiccata tendenza verso le discipline artistiche. Per desiderio del padre Bruno e della madre Anna Maria, grandi ammiratori di Fausto Papetti, ad 11 anni d'età inizia a suonare il sax contralto sotto la guida del M°Guido Alibani, stimato didatta locale che aveva lavorato all'EIAR come musicista.
Già dall'anno seguente entra a far parte del gruppo di liscio "I Primavera" che si esibisce in Toscana in occasione di manifestazioni, sagre e feste da ballo, apparendo anche nella nota trasmissione di Tele Toscana Nord La Tremarella condotta da Paolo Tambini.
Terminate le medie, anziché seguire le indicazioni del corpo docente e avviarlo agli studi classici, su consiglio dell'insegnante di educazione artistica viene iscritto al Liceo artistico di Carrara, città del marmo ove trova sede anche la storica Accademia di Belle Arti. In polemica coi gruppi di studenti ed insegnanti politicizzati che impedivano, di fatto, il regolare corso delle lezioni, a metà del terzo anno abbandona la scuola. Molti anni più tardi, nel 2002, si prenderà la soddisfazione di conseguire il Diploma liceale quinquennale, alla scuola serale.
Temporaneamente libero da impegni scolastici, prosegue l'attività musicale principalmente lungo l'arco Apuano ed in Versilia. Al tempo, uno dei locali della zona ove si esibivano molti nomi del panorama jazzistico nazionale ed internazionale era l'Universal Club diretto da Dino Termine, situato a Marina di Carrara, a poca distanza dall'abitazione in cui viveva coi genitori. Qui e, qualche anno dopo, alla Capannina di Forte dei Marmi, il giovane e promettente sassofonista ha modo di conoscere e farsi conoscere dai molti musicisti abituali e di passaggio, frequentazioni che, successivamente, gli saranno utili ad introdursi nell'ambiente musicale milanese

### L'avvio agli studi di conservatorio (1981-1984)
Pur contenti degli esiti in campo musicale, i genitori non ritengono che la carriera scolastica del proprio figlio possa concludersi con la licenza media e lo invitano ad attivarsi per conseguire un diploma di scuola superiore. Decide di intraprendere gli studi di conservatorio. All'epoca, nei conservatori toscani e limitrofi non era contemplata la cattedra di sassofono. Evitando di ripiegare sul clarinetto, ritenendolo uno strumento inappropriato, decide per gli studi di composizione ed inizia a prepararsi per gli esami di ammissione al Conservatorio della Spezia, allora sezione staccata del "Paganini" di Genova. Nel 1982 supera brillantemente l'esame di teoria, solfeggio e dettato musicale, ma non viene ritenuto idoneo alla prova di accesso al corso di composizione. Preparato dal M° Walter Bologna di Carrara, viene invece accettato al "Cherubini" di Firenze dove sostiene, tra l'altro, l'esame del corso inferiore di pianoforte complementare per composizione e quello di corso inferiore di composizione. L'anno successivo frequenta come interno il Conservatorio Arrigo Boito di Parma.
Potendo raggiungere Milano da Parma con una certa facilità ed intenzionato a non abbandonare l'attività di strumentista, si iscrive parallelamente al corso di sassofono che Claudio Fasoli teneva in quegli anni al Centro Didattico Musicale di Giovanni Verga. Il ciclo di lezioni si conclude, nel 1984, col saggio finale tenuto al Teatro delle Erbe eseguendo il brano Days of Wine and Roses, tratto dall'omonimo film, in coppia col pianista Sebastiano Rao, allievo di Franco D'Andrea. All'esibizione assiste il musicologo e critico musicale Luca Cerchiari che lo cita su Musica Jazz includendolo tra i nuovi talenti di quell'anno. A Milano inizia anche a frequentare ed a farsi conoscere musicalmente soprattutto nell'ambiente del Capolinea e delle Scimmie. Nei locali toscani ha modo invece di frequentare musicisti come Fulvio Sisti, Romano Mussolini, Mauro Grossi, Ferdinando Argenti, Luca Flores, Nicola Vernuccio, Stefano Bambini.

### Il periodo del servizio militare (1984-1985)
Venuto il momento di assolvere agli obblighi di leva, dopo il CAR a Casale Monferrato ed una breve assegnazione a Montorio Veronese, viene chiamato a Udine alla Caserma Berghinz per suonare nella banda musicale del reggimento. Parallelamente agli impegni orchestrali istituzionali, organizza come arrangiatore e direttore la Old Sound Orchestra, che esegue il repertorio classico delle big band statunitensi per spettacoli dell'Esercito ed un "combo" jazzistico col chitarrista Ermanno Maria Signorelli, il contrabbassista Marco Micheli ed il flautista Alberto Crivelletto.

### Il perfezionamento strumentale (1985-1990)
Nel 1985 frequenta per la prima volta i seminari musicali di Umbria Jazz diretti da Paul Jeffrey della Duke University dove conosce il sassofonista Kenny Garrett e suona col batterista Jimmy Cobb. Reiscrittosi nel 1987 a quelli tenuti dal Berklee College of Music, con Greg Badolato, Matt Marvuglio, e Bill Pierce, consegue una delle quattro borse di studio per un soggiorno di studio di un anno a Boston.
In questo periodo, come sassofonista, si esibisce in molti jazz club tra cui il prestigioso Louisiana Jazz Club di Genova con Gil Cuppini
Nel frattempo gli studi accademici erano proseguiti da privatista per il Diploma di Musica Corale e Direzione di Coro, conseguito nel 1987 al Conservatorio Luigi Cherubini di Firenze. Prima di partire per gli Stati Uniti sente tuttavia l'esigenza di prepararsi col M°Silvano Fioretto per l'esame di quinto anno di clarinetto che supera all'Istituto superiore di studi musicali Pietro Mascagni di Livorno nel 1988.
Nel 1989, assieme ad Alberto Pinton, anche lui assegnatario di una delle borse di studio di Umbria Jazz, parte alla volta di Boston ove segue con regolarità il corso di Joe Viola, quello di ear training e, tra le attività organizzate della scuola, vari seminari e incontri con personaggi del calibro di Pat Metheny e Phil Wilson. L'internato gli dà inoltre modo di suonare con nomi oggi molto noti come Roy Hargrove, Delfeayo Marsalis, Antonio Hart. Studia inoltre privatamente armonia ed improvvisazione con Charlie Banacos e Jerry Bergonzi.
Durante il soggiorno americano, in diverse occasioni, viene chiamato a ricoprire il ruolo di 1°alto in gruppi come la big band di Ricky Ford, specializzata in musica gospel per l'accompagnamento di funzioni religiose. Con l'Orchestra di cumbia e merengue "El Salvador", con sezione di sassofoni tutta italiana, e con la band del cantante Salvy Angelico effettua anche tournée in diversi stati dell'Unione. Si esibisce inoltre ad Alexandria, in Virginia, col chitarrista Johnny Smith, noto per aver suonato nelle orchestre di Bing Crosby, Count Basie, Stan Getz, Benny Goodman e Stan Kenton.

### Esperienze, Collaborazioni e sperimentazioni (1990-2017)
Al rientro in Italia nel 1990 la sua attività prosegue in maniera piuttosto variegata. Oltre a completare i propri studi musicali, conseguendo il Diploma di clarinetto, il titolo di Musicista Jazz e Derivazioni Contemporanee ai Seminari di Siena Jazz ed infine il Diploma di Composizione, pur continuando ad elaborare, negli anni, una proposta musicale propria, realizza anche produzioni di musica house; presta la sua fattiva collaborazione per cantanti di musica pop; partecipa come turnista in diverse realizzazioni discografiche, talvolta anche come compositore ed arrangiatore; collabora con Patrick Djivas; compone sigle televisive e la colonna sonora del film Full circle; suona in orchestre di musical e d'opera; milita in gruppi di musica jazz e in gruppi di musica leggera ed intrattenimento, coi quali appare anche in diverse trasmissioni televisive. La collaborazione musicale più continuativa è senz'altro quella col cantante Gino Paoli, per il quale ha rivestito, oltre a quello di strumentista, anche il ruolo di arrangiatore e direttore del gruppo di accompagnamento e dell'Orchestra Ritmo-Sinfonica del D.I.M.I., culminata nel 2005 nello spettacolo Ti ricordi? No, non mi ricordo con Ornella Vanoni e la regia di Maurizio Costanzo. In campo jazzistico, sono da ricordare il lungo sodalizio col chitarrista Ermanno Maria Signorelli, conosciuto ai tempi del servizio militare, e quello più recente col polistrumentista francese Michel Godard col quale ha partecipato, assieme al percussionista Francesco D'Auria, a varie manifestazioni in Italia ed all'estero.

### Il progetto "Musica Humana"
La traiettoria artistica di Roberto Martinelli può definirsi caratterizzata da parecchie "deviazioni" di percorso. Giunto alla soglia dei cinquant'anni e avendo prestato molte delle proprie energie creative a progetti altrui, avverte che è giunto il tempo di completare la riorganizzazione della propria produzione compositiva, in buona parte rimasta ancora inedita, per un progetto unitario da realizzare con un organico di medie dimensioni.
Severino Boezio, nel suo trattato De institutione musica suddivide la musica in tre categorie che assumono una dimensione cosmologica: la musica in quibusdam constituta instrumentis, prodotto imperfetto della vibrazione di corde vocali e strumenti musicali; la musica mundana, ossia la musica naturale del macrocosmo, prodotto dell'armonia delle sfere, inudibile all'orecchio umano, per l'imperfezione di quest'ultimo; la musica humana, ossia la musica del microcosmo, prodotto della mescolanza di anima, elemento spirituale-emozionale, e corpo, elemento fisico-razionale, udibile solo tramite un'attività introspettiva, di discesa nell'intimo. Per Boezio il vero musicista è colui che "ha acquistato la scienza del canto a ragion veduta, senza subire la schiavitù della pratica e con la guida dell'attività speculativa".
Partendo dalla visione musicale boeziana, attraverso un lavoro interiore coadiuvato da riflessioni sul pensiero di Claudio Naranjo condivise con la moglie Alessandra Centi, da momenti di meditazione Vipassanā e da ritiri spirituali presso l'Eremo della Beata Vergine del Soccorso di Minucciano (ove, in coppia con il frate benedettino Claudio Canali, ex front-man del gruppo rock progressivo Biglietto per l'Inferno,  ha realizzato "l'Inno dell'Oblato"), la ricerca musicale di Roberto Martinelli può dirsi orientata alla creazione di una musica in cui ideazione compositiva, espressività sonora e componente emozionale risultino in totale equilibrio, evitando la prevalenza dell'una sulle altre.
Nel Maggio 2015  "Musica Humana" (in formazione ridotta) si è esibita all'interno del Primavera Jazz Festival di Massa. In Ottobre (con una formazione più ampia comprendente il Coro polifonico "Lunaensamble") ha eseguito le musiche della Sacra Rappresentazione "l'Andariega" a Lucca. Nell'estate 2021 Andariega Viene Ripresa e ampliata, e, con il nome "INQUIETA" , va in Tour in sicilia (Modica, Catania, Enna)

## Attività didattica
Nel corso degli anni, oltre all'insegnamento privato, ha tenuto corsi di sassofono alla Scuola di Quercioli di Massa, alla Scuola Comunale di Musica di Massa, alla Nuova Accademia di Musica Moderna di Milano e corsi di Armonia e Composizione al Centro Didattico Musicale di Milano dove è stato chiamato a sostituire il M°Filippo Daccò. È stato docente di musica al  Liceo Artistico Artemisia Gentileschi. URL consultato il 24 gennaio 2020 (archiviato dall'url originale il 6 settembre 2014). di Carrara. Tiene Seminari e Masterclass. Docente all'Istituto Musicale "Vincenzo Bellini" di Catania. Docente al Conservatorio "Giacomo Puccini" di La Spezia. Docente al Conservatorio "Francesco Venezze" di Rovigo

## Discografia
- 1988 – Sensi e dissensi (Contempo Records)[60]
- 1991 – Marco conta uno due tre (It)
- 1991 – Ra Ra Ri (Fonit Cetra)
- 1992 – Pum Pum (Fonit Cetra)
- 1994 – Around the time (A.V.Arts)
- 1995 – Naufragi (Album) (SAM Records)
- 1995 – West Side Story (Compagnia della Rancia) (Nuova Carisch)[61]
- 1995 – Impronte digitali (Album) (Lupus/Mercury)[62]
- 1995 – Stuff of dreams (DIGit/UMD)
- 1996 – Do you feel it? (DIGit/UMD)
- 1996 – No trouble (DIGit/UMD)
- 1996 – Nella notte un volo (Rossana Casale CGD East West)
- 1996 – Dio vede e provvede (Album) (Sony Music)
- 1997 – Just in time (Album) (Ultra Sound Records)[63]
- 1997 – Triblu (Altrisuoni)
- 1997 – Ad occhi chiusi (Ermanno Signorelli) (Caligola Records)[64]
- 1998 – Ballets (Giorgio Gaslini) (Soul Note)[65]
- 1998 – Balance (Stefano Bagnoli) (Mingus Production)[66]
- 1998 – Beyond the desert (BMG Ricordi)[67]
- 1998 – Fun Jazz (MAP Spring City)[68]
- 1999 – Dove sei sei (Polygram Mercury Records)[69]
- 1999 – Pleasand Trouble  (Paolo Manzolini Factory's Sound Studio)
- 2000 – Attesa (Album) (Caligola Records)[70]
- 2000 – Such Monkey (Blue Art)[71]
- 2000 – Mattia‘s Walk (Tribute to Maynard Ferguson) (Splasc(H) Records[72])[73]
- 2000 – Per una storia (Gino Paoli) (Grande Lontra)
- 2001 – La nostra canzone (Ivana Spagna) (Epic Records)[74]
- 2005 – Vanoni Paoli Live (Columbia Records/Sony Bmg)[75]
- 2005 – Inno dell'Oblato (Eremo Beata Vergine del Soccorso di Minucciano)
- 2006 – Full Circle (Sound track) (SugarFree)
- 2009 – Ingranaggi (Album) (Primula Records)[76]
- 2009 – Free (Antonietta Sanna) (RadioSNJ Records)[77]
- 2010 – Colori dell'anima (ALFA Music)[78]
- 2011 – Le Sonnet Oubliè (Brioche Edizioni Musicali)[79]
- 2012 – Summertime liric in jazz (Picanto Records)[80]
- 2013 – Ophir (Album) (Lungomare/Edel)[81]
- 2014 – En mi vida (Tarzan Music/FreeMood Promotion)[82]
- 2014 – An Overture from the Earth (Endless Universal Morality)[83]
- 2016 – L'umanità invisibile (G.Minguzzi)[84]
- 2016 – Skye (Soltanto Matteo Terzi) (Cremogen Music)
- 2016 – Casta Diva (Diego Baiardi) (Incipit Records EGEA Music)[85]
- 2017 – Il maestro non c'è (Carlo Fava) (EGEA Music)
- 2017 – NOW (SOLTANTO) (CremogenMusic)
- 2017 – Music Live (ISMEZ)
- 2017 – Wanted (Zucchero Fornaciari) (Universal Music Italia)
- 2018 – Leggero Vento (O. Ardenghi) (prod. S. Trognoni-I.R.D.)
- 2018 – Pater (Signorelli-Martinelli) (Caligola Records)[86]
- 2019 – Fantasmi (Santamarya)[87]
- 2019 – Girotondo di pensieri (Pietro Vitale)[88]
- 2020 – il grande Temporale (Stefano Barotti)[89]
- 2020 – D.O.C. deluxe Edition (Zucchero Fornaciari)[90]
- 2021 – Tony Arco & Friends (Play music of Lorenzo Rota)[91]
- 2023 – Niente di nuovo tranne te (Andrea Satta) (Santeria)[92]

## Tournée
- 1989 – El Salvador Orchestra Tour (Stati Uniti)
- 1990 – Alberto Fortis (Italia)
- 1991 - Incontri d'estate (Italia)
- 1993 – Salvy Angelico (Stati Uniti)
- 1998 – Gino Paoli (Italia)
- 1999 – Gino Paoli (Italia)
- 1999 – Tiempo Mancante (Europa)[93]
- 2000 – Gino Paoli (Italia)
- 2001 – Gino Paoli (Italia)
- 2002 – Gino Paoli (Italia)
- 2003 – Gino Paoli (Italia)
- 2004 – Gino Paoli (Italia)
- 2005 – Ti ricordi? No, non mi ricordo[94] (Italia)
- 2006 – Gino Paoli (Italia)
- 2007 – Gino Paoli (Italia)
- 2015 – Kinnara (Italia)
- 2015 – Una Rotonda sul mare e altre storie - "Carlo Fava (Italia)
- 2016 – ISMEZ"  (Italia)[95]
- 2017 – Godard-Martinelli-D'Auria"  (Italia-Europa)
- 2019 – Roberto Martinelli All Stars Ensemble"  (guest Sarah Jane Morris)

## Spettacoli teatrali
- Double Quartet, (Roberto Martinelli) direzione musicale di Roberto Martinelli[96], Teatro Guglielmi (1991)
- Canto di mare, (Roberto Martinelli e Roberto Alvino) direzione musicale di Roberto Martinelli, Teatro Guglielmi (1992)
- West Side Story., (Leonard Bernstein) direzione musicale di Richard Parrinello, regia di Saverio Marconi, Compagnia della Rancia e Teatro Verdi di Trieste (1995-1996)
- Porgy and Bess. URL consultato il 6 aprile 2018 (archiviato dall'url originale il 21 ottobre 2014)., (George Gershwin) direzione musicale di William Barkhymer, regia di Baayerk Lee, Teatro dell'Opera di Roma (1997-1998)
- Musica Humana, (Roberto Martinelli) direzione musicale di Roberto Martinelli[97], Festival Verdi (2001)
- ΩM - Quando le parole non bastano, (Roberto Martinelli) direzione musicale di Roberto Martinelli, Etno Jazz&Taste Fest (2006)
- JA-nsemble, (Roberto Martinelli) direzione musicale di Roberto Martinelli[98], Auditorium del Conservatorio Cesare Pollini di Padova (2007)
- L'Andariega, (Roberto Martinelli) direzione musicale di Roberto Martinelli, Monastero "Regina Carmeli", Lucca (2015)
- Grazie Maestro (Enzo Jannacci) direzione musicale Marco Brioschi (2016-2017)
- MARMO BIANCO (Opera Lirica) musica Roberto Martinelli - libretto Egizia Malatesta (2018)
- INQUIETA per Solista, Coro ed ensemble (Roberto Martinelli) Rappresentazione Sacra sulla vita di Santa Teresa d'Ávila, Tour Sicilia,  (2021)
- XXII Festival Musica e Suoni "Accademia Bianchi Ensemble" Ninna Nanna (da Erri de Luca) 2022
- MHE (Venezze RDJ Open & Creative Orchestra) ospiti R. Cecchetto, S. Onorati 2023

## Colonne sonore
- Dio vede e provvede (1996)
- Full Circle., regia di  Michael Jaffer. (2006)[99]

## Programmi televisivi
- La Tremarella[7] (Tele Toscana Nord: 1976)
- Con tanta strizza ed un pizzico di fortuna[100] (Canale 39: 1983)
- Il nuovo Cantagiro 1990[101] (Rai2: 1990)
- Serata d'onore n°5[102] (Rai2: 1991)
- Sorrisi 40 anni vissuti insieme (Canale 5: 1991)
- Cuando calienta el sol (Saint Vincent Estate 1991)[102] (Rai1: 1991)
- Roxy Bar[103] (Videomusic: 1992)
- Colombiadi[104] (Telemontecarlo: 1992)
- Un disco per l'estate (Italia 1: 1994)
- Roxy Bar[105] (Videomusic: 1995)
- Cuori d'oro[106] (Rete 4: 1995)
- Dio vede e provvede (Italia 1: 1996)
- Roxy Bar[107] (Videomusic: 1997)
- Il Pomofiore (Antenna 3 Lombardia: 1998)
- Passaparola (Canale 5: 1999)
- Un disco per l'estate (Canale 5: 1999)
- Bravo bravissimo (Rete 4: 1999)
- Concerto di Capodanno 2000[108] (Rai 1: 1999)
- I ragazzi irresistibili (Canale 5: 2000)
- W il jazz[109] (Rai 1: 2000)
- Concerto di Gino Paoli[110] (Rai 1: 2000)
- Premio internazionale della poesia (Rai 1: 2000)
- Premio città di Recanati (Rai 1: 2001)
- Monte-Carlo Film Festival de la Comédie (Telemontecarlo: 2001)
- Premio Ischia Internazionale di Giornalismo[111] (Rai 1: 2001)
- Notte mediterranea 2001[112] (Rai 2: 2001)
- Festa Nazionale delle Diomedee[113] (Rai 1: 2003)
- Storia di una voce[114] (Sky Uno: 2012)